# Nadiya Olizarenko
Nadiya Fedorivna Olizarenko (em russo:  Надежда Фёдоровна Олизаренко; Briansk, 28 de novembro de 1953 – Odessa, 18 de fevereiro de 2017) foi uma atleta ucraina, corredora de provas de meio-fundo, mais especificamente os 800 metros, onde representava a União Soviética.
Olizarenko mantém o recorde olímpico, estabelecido em Moscou 1980, ao vencer a prova em 1m 53s 48, conquistando a medalha de ouro. Foi recordista mundial dos 800 m entre 1980 e 1983, até este recorde ser quebrado por Jarmila Kratochvílová.
Nos mesmos Jogos, também foi medalha de bronze nos 1500 metros.